# The China Study
The China Study ist ein Sachbuch von T. Colin Campbell, emeritierter Professor für Biochemie an der Cornell University, und seinem Sohn Thomas M. Campbell aus dem Jahre 2004. Es beschreibt mögliche Zusammenhänge von Ernährung und Erkrankungen.

## Buchinhalt
In The China Study interpretieren die Campbells im Rahmen des China-Cornell-Oxford Project gewonnene Daten sowie ausgewählte, davon unabhängig durchgeführte Studien hinsichtlich der Beziehung zwischen Ernährung und dem Auftreten von Krankheiten.

### Proteinforschung
T. Colin Campbell begann seine Karriere am MIT, wo er von 1958 bis 1961 daran forschte, das Angebot von hochwertigen Proteinen zu steigern, indem man Kühe und Schafe schneller wachsen ließ. Laut Campbell entsprach dies dem aktuellen Zeitgeist, der in Protein den zentralen Nährstoff sah. Campbell verweist auf eine Reihe von Projekten, die alle zum Ziel hatten, das Protein-Angebot zu erhöhen, unter anderem um den Welthunger zu bekämpfen.
1965 verließ Campbell das MIT und wechselte zu Virginia Tech. Zusammen mit Professor Engel arbeitete er dort an einem Projekt, das die Ernährung von philippinischen Kindern verbessern wollte. Auch dort stand die Proteinversorgung im Zentrum. Campbell beschreibt die teils dramatische Unterernährung der Kinder. Als leicht verfügbares Eiweiß boten sich laut Campbell Erdnüsse an, doch waren diese häufig mit krebserregenden Aflatoxinen belastet.
Um das Aflatoxin-Problem in dem Griff zu bekommen, beantragte und erhielt Campbell Forschungsgelder vom NIH: ein Projekt sollte epidemiologisch untersuchen, welche philippinischen Kinder an Krebs erkrankten, ein anderes die biochemischen Grundlagen der Krebsentstehung durch Aflatoxine in Ratten untersuchen.
Campbell berichtet, dass in ihrer epidemiologischen Studie überraschenderweise nicht die ärmsten Kinder an Krebs erkrankten, trotz der teils dramatisch hohen Werte an Aflatoxinen in Erdnussbutter. Betroffen gewesen seien vielmehr Kinder aus wohlhabenden Schichten, welche viel tierisches Eiweiß konsumierten.
Zu dieser Zeit sei er auf ein Paper aus Indien (Madhaval et al. 1968) aufmerksam geworden, welches beschreibt, dass von Ratten, die Aflatoxinen ausgesetzt waren, nur diejenigen mit 20 % Protein in der Nahrung Krebs entwickelten. Im Unterschied dazu entwickelte die Vergleichsgruppe mit 5 % Proteinanteil an der Nahrung keinen Krebs.

### Krebs
Campbell nutzte das NIH-Funding, um nach der epidemiologischen Studie in den Philippinen auch Laborexperimente durchzuführen. Motiviert durch das indische Paper sollte der Zusammenhang zwischen Aflatoxinen, Protein und Krebs tiefergehend erforscht werden.
Campbell beschreibt drei Phasen von Krebs. In der ersten Phase werde Krebs durch Karzinogene, beispielsweise Chemikalien, initiiert. Schon während dieser ersten Phase könne, so die Ergebnisse ihrer Experimente, eine niedrigere Proteinzufuhr über verschiedene Wege die Initiierung hemmen:
- Weniger Karzinogene gelangen in die Zelle.
- Zellen vermehren sich langsamer.
- Enzyme, welche die Karzinogene umwandeln, werden in ihrer Aktivität gehemmt.
- Die Anzahl kritischer Komponenten der Enzyme wird reduziert.

In der Phase des Tumorwachstums habe das Team Foci-Kulturen in vitro untersucht, um Analogieschlüsse auf echte Krebszellen in vivo ziehen zu können. Anhand experimenteller Daten hätte sich gezeigt, dass Eiweiß das Wachstum fördere. Es wirke also als Promotor. Dabei hätte ein Dosis-abhängiger Effekt beobachtet werden können, der einsetzte, sobald mehr Protein konsumiert wurde, als der Körper zum Selbsterhalt brauche.
Campbell erläutert, dass in allen obigen Laborexperimenten, das Milcheiweiß Casein verwendet worden sei. Sein Team prüfte auch Sojaeiweiss und Weizeneiweiss. Keines der beiden förderte die Krebsentwicklung nach der Initiierung.
Nach diesen Ergebnissen beschreibt Campbell, dass auch eine groß angelegte 100-wöchige Studie mit Ratten dasselbe Ergebnis brachte. Auch hier zeigte sich eine hohe Zufuhr an Casein als Krebs-Promotor.
Ein späteres Experiment untersuchte den Einfluss einer Ernährung mit niedrigem Proteingehalt auf Hepatitis-induzierten Leberkrebs mit Mäusen und brachte laut Campbell ein ähnliches Ergebnis. Auch hier war die Menge an Casein für die Krebsentwicklung entscheidend.
Campbell verweist auf Experimente der Kollegen an der Universität Illinois, welche für Casein ähnliche krebsfördernde Effekte bei Brustkrebs in Ratten zeigten.
Campbell nennt vier Gründe, die ihm zu dem Schluss kommen lassen, dass die aufgeführten Experimente für den Menschen relevant sind: 1) den vergleichbaren Proteinbedarf von Ratten und Menschen, 2) die ähnlichen Wirkmechanismen von Protein in Ratten und Menschen, 3) die Menge an Protein, welche das Tumorwachstum fördere, würde auch von Menschen konsumiert, 4) sowohl in Ratten als auch Menschen sei die Phase des Tumorwachsums wichtiger als die der Entstehung. Dies deshalb, da wir ständig Karzinogenen ausgesetzt seien, es jedoch darauf ankomme, ob die geschädigten Zellen danach auch weiter wachsen können.

### Studien zu China
Um die Theorie des Zusammenhanges von Krebs und Proteinzufuhr auf den Menschen übertragen zu können, brauche es, so Campbell, mehr Evidenz aus Studien mit Menschen.
Dies ergab sich für Campbell im sogenannten China-Cornell-Oxford Project – einer groß angelegten, von der Cornell University, der University of Oxford und der chinesischen Regierung unterstützten epidemiologischen Studie, die in 65 ländlichen chinesischen Bezirken in den 1970er und 1980er Jahren durchgeführt wurde. Die Studie erhob von rund 6.500 Teilnehmern 367 deskriptive Variablen über Ernährung, Lebensstil, Blut- und Urin-Biochemie und Sterblichkeitsraten aus rund 300.000 individuellen Todesfällen.
Weitere leitende Forscher waren Chen Junshi, stellvertretender Direktor des Instituts für Ernährung und Lebensmittelhygiene an der Chinesischen Akademie für Präventivmedizin in Peking, Liu Boqi und Li Jun-yao von der Chinesischen Akademie der Medizinischen Wissenschaften, Pan Wenharn von der Academia Sinica und Richard Peto von der University of Oxford.
Die Studie wurde im Mai 1990 von der New York Times als „Grand Prix der Epidemiologie“ bezeichnet.
Da im ländlichen China nur 9–10 % der Energie aus Protein stammten und hiervon nur 10 % aus tierischen Quellen, sah Campbell im China-Projekt eine Möglichkeit, die gesundheitlichen Effekte einer überwiegend pflanzenbasierten Ernährung zu studieren.

### Wohlstandskrankheiten
Campbell beschreibt wie neben Krebs (Brust, Prostata, Enddarm) auch Herz-Kreislauferkrankungen, Adipositas, Diabetes mellitus, Autoimmunerkrankungen, Osteoporose oder degenerativen Gehirnerkrankungen Folge einer westlichen Ernährung und eines ungesunden Lebensstils sein können.
Bezüglich der Herzgesundheit zeigte sich, dass Chinesen massiv niedrigere Cholesterinspiegel (etwa 127 mg/dL) hatten als Amerikaner (215 mg/dL) und damit auch weniger Herzerkrankungen einhergegangen seien. In Abgrenzung zu den meisten Medizinern geht Campbell davon aus, dass auch tierisches Eiweiß den Cholesterinspiegel erhöhen könne. Den Effekt von Nahrungscholesterin und gesättigten Fetten schätzt Campbell hingegen als geringer ein. Dementgegen würden pflanzliche Lebensmittel (wie Vollkornprodukte, Gemüse, Kartoffeln, Hülsenfrüchte) das Cholesterin senken.
Für die zu den Autoimmunerkrankungen zählende Typ-1-Diabetes behaupten die Autoren, es gäbe „starke Beweise“, dass diese Erkrankung mit der Ernährung und insbesondere Milchprodukten verbunden sei. Die Fähigkeit des Milcheiweiß, Typ-1-Diabetes auszulösen, sehen die Autoren unter Verweis auf Karjalainen 1992, Akerblom 1998 und Naik 1999 als gut dokumentiert an.
Die Autoren kommen zum Ergebnis, dass die Gesundheitsvorteile umso größer ausfallen, je geringer der Anteil tierischer Nahrungsmittel an der Ernährung ist. Für das Auftreten chronischer Erkrankungen in westlichen Ländern machen sie hauptsächlich tierische Nahrungsproteine im Allgemeinen und Kasein im Besonderen sowie einen Mangel an Antioxidantien in der Ernährung verantwortlich. Es wird ein Verzehranteil tierischer Nahrungsproteine von höchstens 5 % der Gesamtnahrung empfohlen. Sogar die Verringerung des Anteils tierischer Nahrungsmittel von zehn auf null Prozent der gesamten aufgenommenen Energiemenge bringe gesundheitliche Vorteile. Optimal sei ein Anteil von null Prozent, zumindest für Personen mit einer Prädisposition für eine degenerative Erkrankung.

### Gesunde Ernährung
Empfohlen wird eine möglichst weitgehende Vermeidung von Tierprodukten in der Nahrung, also eine möglichst vegane Ernährung auf Basis vollwertiger und gering verarbeiteter pflanzlicher Lebensmittel (whole food plant-based diet).
Zusätzlich soll die Aufnahme von verarbeiteten Nahrungsmitteln und raffinierten Kohlenhydraten wie Zucker oder Mehl reduziert werden. Geringe Beimengungen tierischer Produkte halten die Autoren für ernährungstechnisch vernachlässigbar. Außerdem erleichtere es die praktische Anwendung der empfohlene Ernährungsweise, wenn man es bezüglich geringer Mengen an tierischen Produkten entspannt anginge.
Nach Ansicht der Campbells gibt es „praktisch keine Nährstoffe, die nicht besser von Pflanzen geliefert werden könnten“. Dies zeige sich beim Blick auf Cholesterin, Vitamin A, Vitamin D und Vitamin B12, welches die einzigen „Nährstoffe“ seien, die „tierbasierte“ Nahrungsmittel haben, „pflanzenbasierte“ jedoch „größtenteils nicht“. Cholesterin könne der Körper selber bilden, Vitamin A könne aus dem Vorstoff Beta-Carotin gebildet werden und Vitamin D könne durch Sonnenexposition vom Körper gebildet werden.
Vitamin B12 sei hingegen problematischer. Es werde von Mikroorganismen im Boden und im Darm von Tieren produziert. Das im menschlichen Darm produzierte Vitamin werde jedoch nicht ausreichend aufgenommen, weshalb es empfehlenswert sei, Vitamin B12 mit der Nahrung aufzunehmen. Die Forschung habe „überzeugend gezeigt“, dass Pflanzen, die in „gesundem“ (ökologisch bewirtschaftetem) Boden wachsen, Vitamin B12 leicht aufnehmen. In den USA würde Landwirtschaft jedoch größtenteils auf „relativ leblosem“ Boden stattfinden. In der Auflage von 2006 raten die Autoren denjenigen, die über drei Jahre oder länger keine Tierprodukte essen, oder schwanger oder stillend sind, „bei Gelegenheit“ die Einnahme eines gering dosierten B12-Supplements oder die jährliche Überprüfung der Blutwerte durch einen Arzt zu „erwägen“. In der Auflage von 2016 wird unter denselben Bedingungen zu einer regelmäßigen Einnahme eines gering dosierten Supplements geraten.

### Ernährungspolitik
Darüber hinaus geben die Autoren Einblicke in das politische Ringen um Ernährungsempfehlungen, wobei sie sich häufig auf eigenes Erleben stützen. Den Autoren zufolge gibt es systemische Probleme in Wissenschaft, Lehre und Regierung, die dazu führen, dass Informationen über die Rolle der Ernährung bei der Vorbeugung von Krankheiten unterdrückt werden.

## Rezeption
Claus Leitzmann weist in seiner Buchrezension darauf hin, dass Campbells Schlussfolgerung, den Konsum von tierischem Eiweiß zu verringern oder ganz zu meiden, besonders von Epidemiologen kritisiert würde. Ihrer Ansicht nach erlaubten die ermittelten Korrelationen nur begrenzte Rückschlüsse und seien „nicht als kausal zu betrachten“. Auch Fehler in der statistischen Auswertung würden von wissenschaftlicher Seite gerügt. Diese Kritik sollte ernst genommen werden, denn dadurch relativierten sich einige der Schlussfolgerungen der Buchautoren. Dieser Umstand mindere aber kaum die Aussagekraft des Buches. Leitzmann verweist darauf, dass von den 18 Kapiteln auf 423 Seiten lediglich ein Unterkapitel mit 43 Seiten die Ergebnisse der China Study beschreibt. Die anderen 380 Seiten berichten über frühere Studien Campbells, überwiegend mit Nagetieren, sowie seine Berufs- und Lebenserfahrungen. Campbell analysiere zudem zahlreiche wissenschaftliche Ergebnisse, die von diversen Forschergruppen im Laufe der Jahre publiziert wurden. Da das Buch in den USA bereits im Jahr 2004 erschienen sei, fehlten Erkenntnisse des letzten Jahrzehnts. Campbell plädiere ähnlich wie die Vollwert-Ernährung für eine pflanzenbetonte Kost mit ballaststoffreichen, wenig verarbeiteten und regionalen Lebensmitteln. Diese Forderung sei Leitzmann zufolge weitgehend unbestritten. Campbells Empfehlung, den Konsum tierischer Produkte – besonders tierischen Proteins – deutlich zu vermindern, gelte auch in der Vollwert-Ernährung, eine vegane Ernährung würde in der Vollwert-Ernährung jedoch nicht explizit empfohlen. Sie sei eine individuelle Entscheidung, die meist weniger gesundheitlich als vielmehr ethisch begründet würde. Leitzmann, dem die Erstausgabe vorlag, betont, dass die dortigen Angaben der Buchautoren zur Vitamin-B12-Versorgung von Veganern problematisch seien; letztendlich würden sie aber doch zu Supplementen raten. Leitzmann kritisiert den Untertitel der zweiten deutschen Ausgabe: Die wissenschaftliche Begründung für eine vegane Ernährungsweise; dieser verspreche mehr, als das Buch erbringe. Das Buch gewähre neben den gesundheitlichen Aspekten interessante Einblicke in die Schattenseiten und Verflechtungen der Lebensmittelwirtschaft, Wissenschaft und Politik. Es würde den Leser nicht unberührt lassen, auch wenn er nicht gleich zum Veganer werden müsse.
Udo Pollmer wirft den Buchautoren vor, sie missbrauchten den Namen einer der besten Ernährungsstudien. Beim Abgleich des Buches mit den Originaldaten würden sich Mängel in der Interpretation zeigen. Die Original-Studie von 1990 widerlege durchweg die Aussagen des Bestsellers. Exemplarisch prüft Pollmer die Autorenthese, dass Menschen, die viel Fett essen, häufiger an Krebs sterben. Dazu hätten die Autoren Zahlen aus allen möglichen Staaten dieser Welt zusammengetragen, nur nicht aus China. Denn laut der original Chinastudie gebe es zwischen dem Fettverzehr und Krebs keinen Zusammenhang. Es gebe nicht mal einen Zusammenhang zwischen der Fettaufnahme und Herzinfarkten. Bei der Frage nach den Folgen von Fleischeiweiß böten die Originaldaten nicht den Hauch eines schädlichen Zusammenhangs, egal um welche Todesursache es auch immer gehe. Pollmer wirft den Autoren bewusste Täuschung vor: Von der Originalstudie gebe es nicht allzu viele Exemplare. Die Veröffentlichung sei zum Teil auf Chinesisch erfolgt, der überwiegende Rest sei umfangreiches Datenmaterial. Letztlich würde daher kein Leser unter Rückgriff auf die Originalstudie die Aussagen des Bestseller prüfen wollen.
Die Ärztin und Skeptikerin Harriet Hall sieht 2009 in ihrer auf Science-Based Medicine veröffentlichten Rezension bezüglich The China Study einige vielversprechende Argumente, allerdings keine ausreichend guten. Sie kritisiert einen „schlampigen Umgang“ mit Quellenzitaten, was noch nicht die These des Autors widerlege, aber Zweifel an dessen „wissenschaftlicher Genauigkeit und Denkfähigkeit“ aufkommen ließe. Sie verweist darauf, dass es auch Studien gebe, welche in einer vegetarischen Ernährung – bis auf die Herzkreislaufgesundheit – keine gesundheitlichen Vorteile sehen. In Bezug auf China vermisst sie eine Diskussion der dort höheren Zahlen an Magenkrebs. Die Ernährungsempfehlung, mehr Obst, Gemüse, Vollkornprodukte, Hülsenfrüchte und weniger Fleisch zu essen, sei letztlich nicht wirklich revolutionär, würde doch inzwischen weithin eine solche Ernährung empfohlen. 2010 gibt sie an, eine „Reihe von Dingen in dem Buch“ bemerkt zu haben, die sie störten. Sie habe „Hinweise auf schlampige Zitate, ausgewählte Referenzen, das Auslassen von Daten, die der These widersprachen, und Empfehlungen, die über die Daten hinausgingen“ gefunden. Bezüglich der Buchthesen zum Auftreten von Krebsarten und Herz-Kreislauf-Erkrankungen kritisiert sie, dass die Autoren Korrelationen bei der Auswertung epidemiologischer Daten nur selektiv berücksichtigten. Das Buch sei ein warnendes Beispiel dafür, „wie komplexe Probleme zu stark vereinfacht werden können, wie epidemiologische Daten falsch interpretiert und irregeführt werden können und wie ein Forscher ein Problem mit Vorurteilen angehen kann, die es ihm ermöglichen, nur das zu sehen, was er sehen möchte“. The China Study sei von Vegetariern begrüßt worden, weil sie ihre Überzeugungen mit starken Beweisen zu untermauern schien. Denise Minger habe gezeigt, dass diese Beweise weitgehend illusorisch sind. Die aufgeworfenen Fragen seien wichtig und verdienten weitere Untersuchungen durch unvoreingenommene Wissenschaftler. Jedenfalls sei aber klar, dass The China Study kein ausreichender Grund ist, um eine drastische Reduzierung der Proteinaufnahme zu empfehlen, geschweige denn eine vollständige Vermeidung von Fleisch und Milchprodukten.

## Einfluss
Eine 2017 veröffentlichte Befragungsstudie zu den Motiven für vegane Ernährung als Lebensstil ermittelte, dass das Buch The China Study unter den in Deutschland vegan lebenden Teilnehmern besonders populär ist. Die Autoren kamen zu dem Ergebnis, dass Bücher zwar vergleichsweise selten als Auslöser für vegane Ernährung fungieren, sie würden jedoch rezipiert, nachdem die Entscheidung für den Veganismus gefällt wurde. Nach der Lektüre fühlten sich die Teilnehmer meist bestätigt.
In den USA war das Buch eines der meistverkauften Bücher über Ernährung.

## Ausgaben
Ins Deutsche übersetzt, erschien das Werk unter den Titeln Die „China Study“ und ihre verblüffenden Konsequenzen für die Lebensführung (2010) und China Study – Die wissenschaftliche Begründung für eine vegane Ernährungsweise (2011). Das deutsche Hörbuch ist gesprochen von Christoph Maria Herbst.
- T. Colin Campbell, Thomas M. Campbell: The China Study:The Most Comprehensive Study of Nutrition Ever Conducted and the Startling Implications for Diet, Weight Loss and Long-term Health. Benbella Books, 2006, ISBN 1-932100-38-5.
- T. Colin Campbell, Thomas M. Campbell: Die „China Study“ und ihre verblüffenden Konsequenzen für die Lebensführung. Verlag für Ganzheitliche Medizin, 2010, ISBN 978-3-927344-91-4.
- T. Colin Campbell, Thomas M. Campbell: China Study – Die wissenschaftliche Begründung für eine vegane Ernährungsweise. Verlag Systemische Medizin, 2011, ISBN 978-3-86401-001-9 (Neuauflage von Die China Study – und ihre verblüffenden Konsequenzen für die Lebensführung).
- T. Colin Campbell, Thomas M. Campbell: China Study: Pflanzenbasierte Ernährung und ihre wissenschaftliche Begründung. Verlag Systemische Medizin, 2015, ISBN 978-3-86401-046-0 (3. Auflage von The China Study; Taschenbuchausgabe).